# 四马架镇
四马架镇，是中华人民共和国黑龙江省佳木斯市桦川县下辖的一个镇。
2013年8月7日，黑龙江省民政厅批复同意撤销四马架乡，设立四马架镇。

## 行政区划
四马架镇下辖以下地区：
会龙村、朝阳村、红星村、宝山村、德庆村、东华村、永胜村、文化村、四马架村、六合村、光复村、长胜村、同乐村、山湾村、新兴村、民乐村和仁合村。